# Йозеф Франц Бонавентура фон Шьонборн-Визентхайд
Йозеф Франц Бонавентура Килиан фон Шьонборн-Визентхайд  (на немски: Joseph Franz Bonaventura Kilian von Schönborn-Wiesentheid; * 8 юли 1708, Майнц; † 27 януари 1772, Визентхайд, Бавария) е граф на Шьонборн-Визентхайд (1754 – 1772). От 1756 г. до смъртта си той е също вицедом на Ашафенбург.

## Живот
Той е големият син на граф Рудолф Франц Ервайн фон Шьонборн (1677 – 1754) и съпругата му (братовчедка) графиня Мария Елеонора фон Хатцфелд и Глайхен (1679 – 1718), вдовица на граф Йохан Ото фон Дернбах († 29 май 1697), който е владетел на господството Визентхайд, дъщеря на граф Хайнрих фон Глайхен и Хатцфелд († 1683) и Катарина Елизабет фон Шьонборн († 1707), която е негова леля. Брат е на Мелхиор Фридрих Йозеф (1711 – 1754), свещеник и пробст на манастира „Св. Албан“ пред Майнц, на Ева Терезия Амалия Филипина Изабела (1707 – 1794), абатиса на „Св. Анна“ във Вюрцбург, на Анна Катарина Мария София Каролина фон Шьонборн-Визентхайд (1702 – 1760), омъжена за маркиз Франц Арнолд фон и цу Хоенсброек (1696– 1759) от Херцогство Лимбург.
Майка му Мария Елеонора е наследила имения от първия си съпруг и управлява господството Визентхайд (1697 – 1704). Така се основава „линията Шьонборн-Визентхайд“ и господствата Визентхайд, Арнфелс в Щирия и Валденщайн в Каринтия отиват при рода Шьонборн.
Йозеф Франц Бонавентура наследява баща си през 1754 г., също така е императорски кемерер и таен съветник в манастирите Вюрцбург и Майнц, и имперски дворцов съветник. От 1756 г. графът изпълнява службата на вицедом в Ашафенбург в Курфюрство Майнц. Той служи и в други селища.
Йозеф Франц Бонавентура умира на 25 януари 1772 г. във Визентхайд и е погребан там в църквата „Якоб Кройцкапеле“, построена (1686 – 1692) от граф Йохан Ото фон Дернбах.

## Фамилия
Йозеф Франц Бонавентура се жени на 30 август 1736 г. за графиня Бернхардина Мария София Терезия фон Платенберг (* 6 септември 1719; † 13 април 1769), дъщеря на граф Фердинанд Адолф фон Платенберг-Витем (1690 – 1737) и Бернхардина Александрина фон Вестерхолт-Лембек (* 16 ноември 1695). Те имат няколко деца:
- Бернхардина Мария Терезия Шарлота Теодора Валпурга фон Шьонборн (* 11 септември 1737; † 7 април 1780), омъжена на 22 ноември 1764 г. за княз Франц Филип Адриан фон Хатцфелд-Глайхен-Трахенбург (* 2 март 1717; † 5 ноември 1779)
- Хуго Дамиан Фридрих Карл Франц Ервайн фон Шьонборн (* 27 октомври 1738/28 ноември 1739, Ашафенбург; † 29 март/29 август 1817, Виена), граф на Шьонборн-Визентхайд, женен в „Св. Кристоф“, Майнц на 27 януари 1763 г. за графиня Мария Анна Терезия Йохана Валпургис Филипина фон Щадион (* 14 юни/юли 1746; † 15 ноември 1813, Виена)
- Каролина София Мария фон Шьонборн (* 13 март 1740; † 10 януари 1743)
- Карл Фридрих Мелхиор фон Шьонборн (* 22 февруари 1742; † 1 януари 1743)
- Фридрих Франц Антон Алойс Ксавер фон Шьонборн (* 18 юни 1746; † 25 май 1747)